# Prato Leventina
Prato Leventina (dal 1902 al 1939 ufficialmente Prato-Fiesso; in tedesco Pratt, desueto, in dialetto ticinese Prò) è un quartiere del comune svizzero di Quinto nel Canton Ticino, nel distretto di Leventina, parte della Regione Tre Valli.

## Geografia fisica

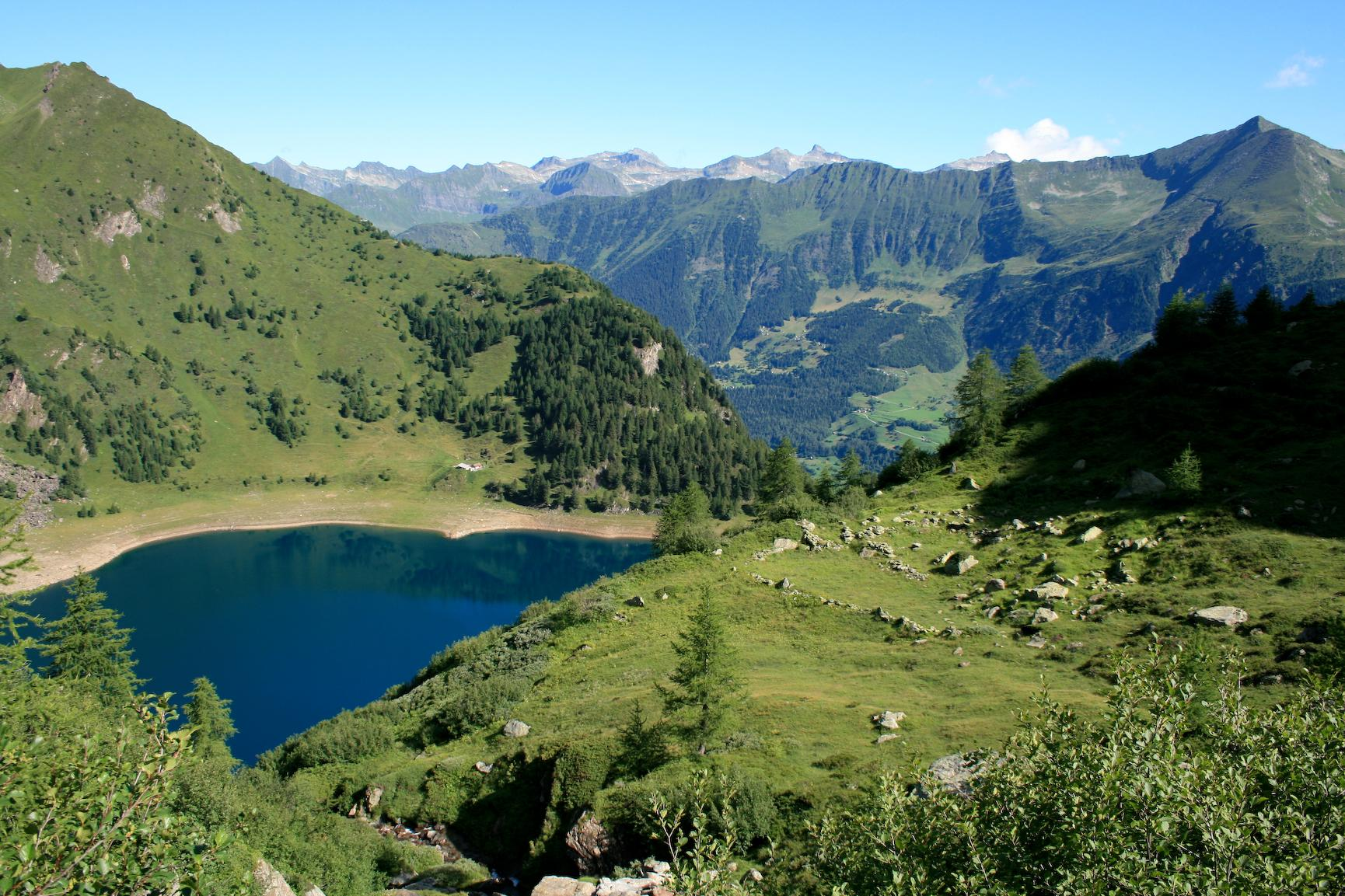
Il lago del Tremorgio

Prato Leventina sorge in Val Leventina, sul versante di destra rispetto al fiume Ticino. Nel territorio comunale si trovano il lago del Tremorgio e il Pizzo Campolungo.

## Storia
Il 26 novembre 2023, con una votazione popolare consultiva, è stata approvata la proposta di aggregazione con il vicino Comune di Quinto.

## Monumenti e luoghi d'interesse

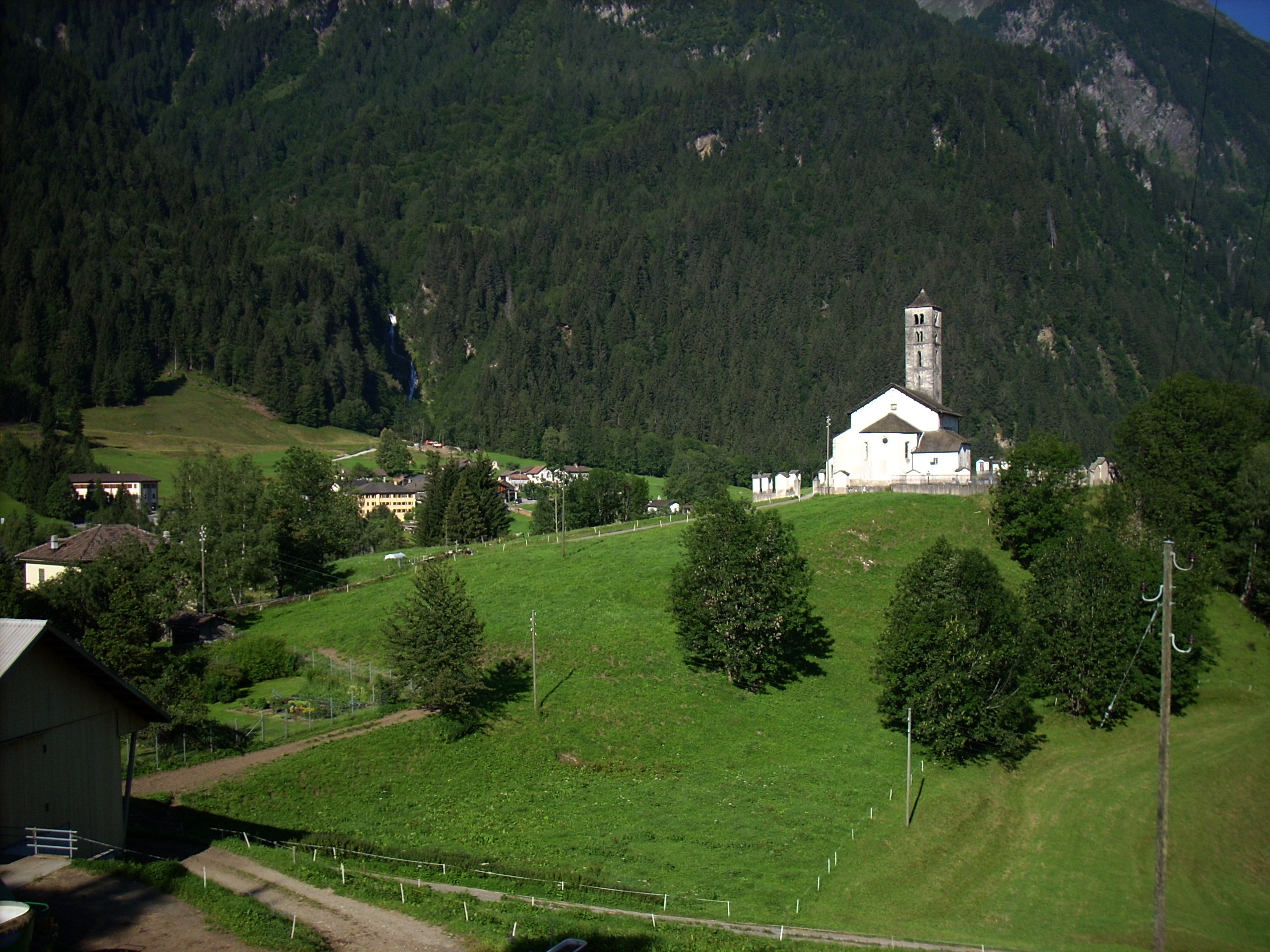
La chiesa parrocchiale di San Giorgio

- Chiesa parrocchiale di San Giorgio, attestata nel 1210[2];
- Oratorio di San Giuseppe, del XIX secolo[senza fonte];
- Casa parrocchiale, costruita nel 1397 originariamente in funzione di torre difensiva e trasformata in canonica nel 1660[senza fonte];
- Antica fornace per la lavorazione della calce, attestata nel 1640[senza fonte];
- Capanna Leìt;
- Capanna Tremorgio.

## Società

### Evoluzione demografica
L'evoluzione demografica è riportata nella seguente tabella:
Abitanti censiti

## Economia
Stazione sciistica, è meta di tursimo sia estivo sia invernale.

## Amministrazione
Ogni famiglia originaria del luogo fa parte del cosiddetto comune patriziale e ha la responsabilità della manutenzione di ogni bene ricadente all'interno dei confini del comune. Sono attualmente attivi due enti: il patriziato generale di Prato Leventina e il patriziato degagnale di Fiesso (per il quale è in atto il disconoscimento formale, a seguito di una decisione dell'assemblea dello stesso ente, risalente al 2011).

## Fusione
Il 26 novembre 2023 i cittadini dei comuni di Quinto e Prato Leventina, sono stati chiamati a decidere in votazione popolare se aggregarsi. Il processo a aggregativo era iniziato nel 2007 quando sono stati chiamati alle urne tutti i comuni dell'alta valle, in cui avevano risposto positivamente solo Quinto e Airolo.
Purtroppo il processo aggregativo non è mai stato portato a termine e si è arenato. Su spunto del Consiglio Comunale di Prato nel 2022 si è però ripreso a parlarne (con una lettera ai quattro comuni per sondare gli interessi) e a portare avanti il discorso è rimasto solo il comune di Quinto. Dopo una giornata con la popolazione e la stesura di un rapporto si è giunti alla votazione.
La popolazione si è espressa in larga maggioranza per l'aggregazione, e si procederà quindi a richiedere al Consiglio di Stato la proroga delle elezioni comunali del 2024 per poter votare in aprile 2025 direttamente come nuovo comune aggregato.